# Jeffrey Loria
Pour les articles homonymes, voir Loria.
Jeffrey H. Loria, né le 20 novembre 1940, est un homme d'affaires américain. Ce marchand d'art est depuis 2002 le propriétaire des Marlins de Miami, une franchise professionnelle de sport faisant partie des Ligues majeures de baseball.

## Biographie

### Marchand d'art
Jeffrey Loria se dirige vers des études en médecine à l'Université Yale. Devant s'inscrire à un cours d'histoire, il choisit un cours d'histoire de l'art, ce qui l'amène à se lancer après ses études dans le commerce de l'art. Sa collection personnelle contient des œuvres de Pablo Picasso et Henry Moore et il publie en 1965 un ouvrage sur le collectionnisme. En 1997, Loria et l'artiste Roy Lichtenstein font don d'une sculpture de ce dernier, Modern Head (en), qui est installée dans le Daniel Park de Jérusalem en mémoire de Yitzhak Rabin.

### Baseball
En 1989, Jeffrey Loria achète les 89ers d'Oklahoma City, une équipe des Ligues mineures de baseball s'alignant à cette époque dans l'Association américaine de baseball et qui est un club-école de niveau AAA des Rangers du Texas de la MLB. L'équipe remporte le championnat de sa ligue en 1992 et le propriétaire s'en départit en 1993, déterminé à acquérir une franchise de la Ligue majeure (MLB). Il convoite d'abord les Orioles de Baltimore, qui seront plutôt achetés par Peter Angelos en 1994.

#### Expos de Montréal
Dès 1990, alors que Loria est propriétaire du club mineur d'Oklahoma City, il démontre de l'intérêt pour les Expos de Montréal, pour lesquels le président Claude Brochu est à la recherche d'actionnaires, mais ces tractations ne débouchent sur rien de concret. Le 9 décembre 1999, Loria devient propriétaire des Expos de Montréal, que Brochu s'est résolu à vendre, décrochant initialement 24 pour cent des parts de l'équipe. Ces parts grimperont par la suite à 92 pour cent après des appels de fonds restés sans réponse. Après un passage chaotique à Montréal, marqué par de mauvaises relations avec la presse locale et par un projet de nouveau stade avorté, il vend la franchise à la MLB en 2002 pour 120 millions de dollars.

#### Marlins de Miami
Le 15 février 2002, il devient le 3e propriétaire des Marlins de la Floride, achetant l'équipe de John W. Henry (qui se portera immédiatement acquéreur des Red Sox de Boston) pour une somme de 158,5 millions de dollars, financée en partie par un prêt de 38,5 millions de la Ligue majeure. L'équipe remporte la Série mondiale 2003, surprenant les puissants Yankees de New York.
Loria a essayé de vendre les Marlins cette saison (2003), comme il a fait à Montréal, mais les joueurs ont décidé de jouer le tout pour le tout pour remporter la Série Mondiale. Un peu comme dans le film Major League (1989). En gagnant, et quand le stade est plein c'est dur de justifier une équipe non rentable.
Après le championnat, les Marlins de Loria entreprennent une vente de feu, échangeant Derrek Lee aux Cubs de Chicago et laissant filer sur le marché des agents libres des joueurs importants dans leur conquête du titre, tels Ivan Rodriguez et Ugueth Urbina. Les Marlins remportent en 2004 huit victoires de moins que la saison précédente, terminant à 13 parties du premier rang et ratant les séries éliminatoires.
Sous la présidence de Loria et à la suite de longues tractations, la franchise des Marlins réussit à convaincre le comté de Miami-Dade et la ville de Miami à financer avec des fonds publics un nouveau stade de baseball. Le Marlins Park ouvre ses portes en 2012. Le coût de construction de l'enceinte est évalué à 634 millions de dollars US, et financé à 80 % par les fonds publics. La construction et surtout le financement du stade sont marqués par la controverse, avec une enquête lancée par la Securities and Exchange Commission, l'organisme fédéral qui réglemente les marchés financiers aux États-Unis. Le comté de Miami-Dade ayant emprunté de l'argent en vendant des obligations à Wall Street, le coût total du stade pourrait atteindre, selon certaines estimations, la somme de 1,18 milliard de dollars lorsque le dernier remboursement sera effectué en 2048.
Les Marlins investissent des sommes sans précédent pour la franchise afin de construire l'équipe qui inaugure le nouveau stade en 2012. Les résultats sont cependant décevants sur le terrain et aux guichets, avec 2,2 millions de spectateurs pour les 81 matchs locaux. C'est une augmentation de près de 700 000 spectateurs au total pour la saison, mais tout de même un nombre décevant pour un nouveau stade. Durant la saison, les Marlins échangent certains joueurs établis (Aníbal Sánchez, Hanley Ramírez) et, une fois la campagne terminée, procèdent à une autre vente de feu en liquidant tous les joueurs engagés à fort prix moins d'un an plus tôt (Heath Bell, José Reyes, Mark Buerhle). Un transfert de joueurs en particulier avec les Blue Jays de Toronto cause une grande controverse,, à Miami. La vente de billets de saison chute de moitié pour la deuxième saison au Marlins Park alors que la masse salariale du club, la plus faible du baseball majeur, n'est que de 45 millions au total. Loria tente de justifier les décisions prises après la saison 2012 en achetant des pleines pages de publicité dans trois journaux de la Floride en février 2013 pour publier une lettre aux partisans. L'entreprise de relations publiques est mal reçue, et une conférence de presse tenue quelques jours plus tard à Miami se termine lorsque Loria quitte la salle après 15 minutes, notamment après avoir été accusé d'escroquerie par les reporters.
En mai 2009, la valeur des Marlins était évaluée à 277 millions de dollars US.

### Critiques de Jeffrey Loria
À Montréal, l'attitude de Loria et de son beau-fils et bras droit, David Samson, ont suscité de vives critiques de la part des médias locaux et des supporters de l'équipe, qui faillit être dissoute en 2002 par la Ligue majeure (en même temps que les Twins du Minnesota) et qui fut transférée à Washington à l'automne 2004. Le non-renouvellement des droits de radio et télédiffusion des matchs des Expos pour le marché anglophone suscita également beaucoup de mécontentement, alimentant la suspicion que Loria était de mèche avec le circuit pour en orchestrer le transfert du Canada vers les États-Unis. En 2002, quatorze anciens actionnaires minoritaires des Expos déposent une poursuite à Miami contre Loria et le commissaire du baseball Bud Selig, les accusant de fraude en vertu d'une loi fédérale américaine (Racketeer Influenced and Corrupt Organizations Act). Ils demandent un dédommagement de l'ordre de 100 millions de dollars et une injonction qui empêcherait la MLB de déménager la franchise montréalaise. En 2005, un peu plus de quatre mois après le transfert des Expos vers Washington, la plainte est rejetée par un juge fédéral américain. Loria et son beau-fils David Samson ont été respectivement surnommés « Grand Galop et Petit Trot » par le reporter du Journal de Montréal Serge Touchette, un sobriquet maintes fois repris dans la presse québécoise,,.
En 2006, il congédie le manager des Marlins de la Floride Joe Girardi après que celui-ci n'ait dirigé l'équipe qu'une seule saison, après laquelle il remporte de surcroît le titre de gérant de l'année dans la Ligue nationale. Déjà, en cours de saison, un accrochage verbal entre Loria et Girardi avait presque mené au congédiement de ce dernier.
Dans la série de tractations, légales et autres, menant à la décision de construire un nouveau stade pour les Marlins, Loria menaça à maintes reprises de déménager la franchise s'il n'obtenait pas gain de cause.
En mai 2009, Sports Illustrated classait Loria comme l'un des 5 pires propriétaires d'équipes du baseball majeur. Il a déjà été qualifié par la presse d'« homme le plus détesté du baseball » et Associated Press le citait en 2013 comme l'un des pires propriétaires de franchise sportive de l'histoire.
Loria a été comparé au fraudeur Bernard Madoff par le USA Today en 2012, quelques mois après l'inauguration du Marlins Park et immédiatement après l'annonce de l'important transfert de joueurs aux Blue Jays de Toronto,.

### Livres
Jeffrey H. Loria a publié deux ouvrages :
- Collecting original art, Harper & Row, 1965.
- What's It All About Charlie Brown?, Random House, 1975,  (ISBN 9780449226964)

### Vie personnelle
Jeffrey Loria a comme première épouse Sivia Samson, une mère de famille divorcée qui est la mère de David Samson, président des Marlins de Miami et ancien vice-président exécutif des Expos de Montréal. Loria est le beau-père de Samson et il est marié en secondes noces avec Julie Loria.